# انجمن فدرال صنعت موسیقی
انجمن فدرال صنعت موسیقی (به آلمانی: Bundesverband Musikindustrie) نماینده صنعت موسیقی در آلمان است. این انجمن نماینده منافع نزدیک به ۲۸۰ برند و شرکت مرتبط با صنعت موسیقی است که جمعاً ۹۰٪ از صنعت موسیقی کشور را تشکیل می‌دهند. این انجمن با جدول کنترل رسانه که مسئول انتشار جدول‌های موسیقی در آلمان به صورت هفتگی است، رابطه تنگاتنگی دارد.
انجمن فدرال صنعت موسیقی عضوی از فدراسیون بین‌المللی صنعت فونوگرافی است که در لندن، انگلستان واقع شده‌است و انجمن‌های موسیقی ۷۰ کشور را در بر می‌گیرد.

## گواهی‌نامه‌ها

### آلبوم‌ها
| گواهی‌نامه | تعداد فروش |
| --------- | ---------- |
| طلا       | ۱۰۰٬۰۰۰    |
| پلاتین    | ۲۰۰٬۰۰۰    |
| الماس     | ۷۵۰٬۰۰۰    |

### تک‌آهنگ‌ها
| گواهی‌نامه | تعداد فروش |
| --------- | ---------- |
| طلا       | ۲۰۰٬۰۰۰    |
| پلاتین    | ۴۰۰٬۰۰۰    |
| الماس     | ۱٬۰۰۰٬۰۰۰  |

### ویدئوها
| گواهی‌نامه | تعداد فروش |
| --------- | ---------- |
| طلا       | ۲۵٬۰۰۰     |
| پلاتین    | ۵۰٬۰۰۰     |

### تک‌آهنگ‌ها یا آلبوم‌هایجاز
| گواهی‌نامه | تعداد فروش |
| --------- | ---------- |
| طلا       | ۱۰٬۰۰۰     |
| پلاتین    | ۲۰٬۰۰۰     |